# Pod Damoclès
Pour les articles homonymes, voir Damoclès (homonymie).

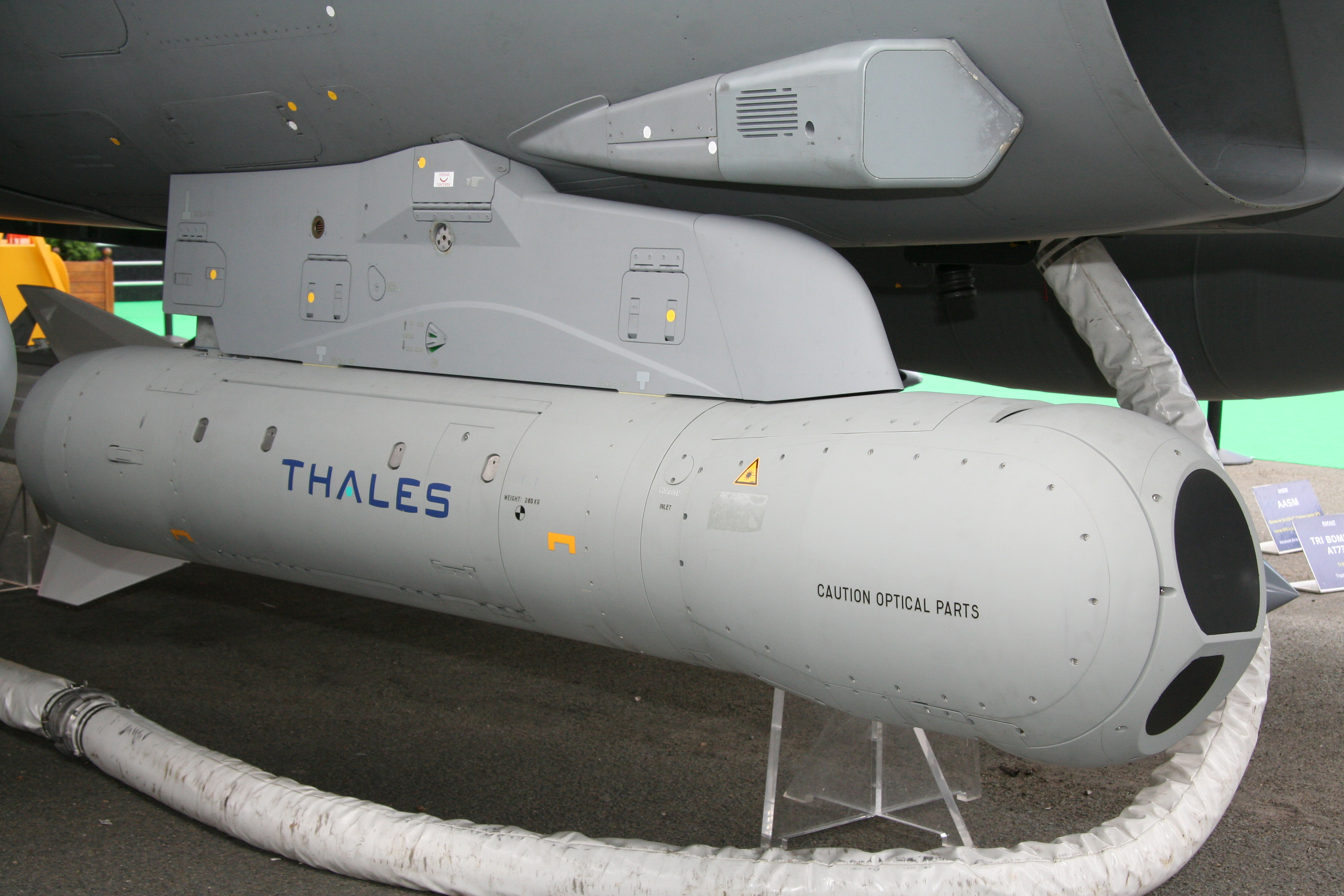
Pod Damoclès sur un Rafale lors du Salon du Bourget.

Damoclès est une nacelle de désignation de cible et d’imagerie infrarouge française utilisée sur les avions militaires. Elle est fabriquée par Thales depuis les années 2000. Elle sera remplacée par le Pod Talios.

## Présentation
Il s'agit de la troisième génération de ce type d'appareils développée en France. Cette nacelle est multi-fonction :
- Elle permet de désigner une cible avec un faisceau laser, ce dernier est utilisé par une bombe guidée pour atteindre précisément sa cible.
- Elle donne au pilote une image infrarouge de la scène frontale à l’avion (système Forward looking infrared).

Elle possède un mode air-air qui permet la détection d’avions ravitailleurs se situant à 15-20 milles nautiques (27-38 km) par temps clair.
Damoclès a été développé pour remplacer le Pod de désignation laser à caméra thermique. C'est une version améliorée de son prédécesseur, dont la caméra infrarouge comporte désormais deux niveaux de zoom afin de faciliter la recherche de cible puis le verrouillage de celle-ci. Elle est également moins fragile et plus facile d'entretien.
Cette nacelle a une masse de 265 kg, une longueur de 250 cm et un diamètre de 37 cm.

## Implantations sur avions
La nacelle est d'abord montée sur les Mirage 2000-9 utilisés par les Émirats arabes unis sous le nom de Shehab, qui ont payé 30 % de son développement.
Puis la nacelle est montée sur les Mirage 2000, les Super-Étendard modernisés et enfin les Rafale dans l'Armée de l'air  et la Marine où elle entre en service en 2010.
D'autres versions export ont été développées pour les Soukhoï Su-30MKM (version achetée par la Malaisie), sur les Tornado IDS et Eurofighter Typhoon pour l’Arabie Saoudite et sur Mirage F1 modernisés pour le Maroc.

## Utilisateurs
- Arabie saoudite
- Émirats arabes unis
- France :  21 en novembre 2016[4]
- Maroc
- Malaisie

## Produits comparables
- Lockheed Martin Sniper XR
- Rafael/Northrop Grumman Litening AN/AAQ-28